# Iglesia de San Bernabé (Valenzana)
La Iglesia Parroquial de San Bernabé de Valenzana (en gallego, A Valenzá) es el principal y más antiguo monumento religioso de esta Villa del ayuntamiento de Barbadas, provincia de Orense. Está dedicada a San Bernabé, fue construida en el siglo XVI, siendo obispo de la diócesis de Orense Monseñor Fernando Tricio Arenzana, consagrada en 1576 (como se puede ver en el dintel de la puerta mayor), bajo el reinado de Felipe II y el pontificado de Gregorio XIII.

## Historia
Es de estilo renacentista, tiene una planta única orientada hacia el norte, tendencia generalizada en algunos templos de la zona; que usaba la salida del sol del 25 de marzo como guía en la etapa inicial de la construcción. Todas las paredes son de piedra; posee una superficie aproximada de 60,11 metros cuadrados y una altura de 6,72 metros en su parte más alta.
La fachada de la iglesia es sobria, la puerta principal está enclavada en un arco de medio punto de piedra, sobre este pero no centrada con el resto del conjunto se encuentra una aspillera con un pequeño vitral. También podemos apreciar en la esquina superior derecha un reloj de sol con un gnomon de hierro sobre una superficie de piedra escalada en números arábigos que indica la posición del sol en el movimiento diurno, decorado con una pequeña estrella de seis puntas. Coronando esta fachada tenemos la espadaña que hace las funciones de campanario, una estructura que sobresale de la edificación y que remata en pináculo con una pequeña cruz, posee tres vanos, albergando en dos de ellos las campanas. No se tiene constancia de la antigüedad de las campanas, pero una tiene inscrita la fecha de 1880 además de dos relieves particulares, en el tercio se lee “María Ora Pro Nobis” y en el medio una figura humana en posición de oración dentro de un arco diez estrellas.
Si observamos cuidadosamente el exterior de este templo nos daremos cuenta de muchos detalles que lo hacen único y muy hermoso, entre ellos podemos notar las sobrias pero elegantes molduras de piedra que sobresalen en lo alto de las paredes y aunque su principal función sea el de evitar que el agua de lluvia incida directamente sobre los muros, en este caso también son testigos silenciosos de los cambios estructurales y anexiones posteriores. Por ejemplo podemos ver que las molduras que rodean la mayoría de los muros de la iglesia tiene una cima recta y una caída convexa finamente pulida; sin embargo la que tiene la capilla de San Juan conserva su cima recta pero decrece en varios escalones y por último la sacristía no posee ningún tipo de moldura. Siguiendo con la funcionalidad pero sin perder la belleza tenemos dos pequeñas gárgolas una a cada dalo de la iglesia y aunque el paso del tiempo y los elementos naturales las han tratado con dureza siguen conservando su encanto y misterio.
Dentro del templo hay un arco de medio punto que divide visualmente la nave principal en dos cuerpos, el primero donde están los bancos de madera para los fieles, una escalera de metal que da acceso a la tribuna o coro que fue reformado siendo párroco Don Florencio Quintas en 1957, el confesionario de madera que se encuentra en la gruta que en su tiempo albergó el retablo de la Virgen de Fátima, el Sagrado Corazón y San José retirado en 1969 y la puerta de acceso a la capilla de San Juan y actual baptisterio. El techo es de madera de castaño tiene cuatro travesaños y centrada entre ellos se encuentra una antigua lámpara de bronce. En el segundo cuerpo después del arco podemos encontrar el altar mayor con su retablo y la puerta de acceso a la sacristía. Tiene un techo de madera recubierto de escayola en forma piramidal. Al lado derecho del altar mayor se encuentra la sacristía, es de planta rectangular y de unos 7,98 metros de superficie fue una incorporación posterior al conjunto arquitectónico general pero no se posee datos exactos de este hecho. 
El retablo mayor o altar del sacramento data de 1681 y fue restaurado en 1969 por los hermanos Núñez, de estilo barroco, este conjunto arquitectónico está formado por tres calles, potenciando el centro donde se encuentra el Sagrario y sobre este la imagen de San Bernabé que es el patrono y titular de la parroquia, a continuación en el ático, podemos apreciar una talla del Divino Cristo. Si nos situamos de frente a este hermoso conjunto y lo vemos de izquierda a derecha y de abajo hacia arriba nos encontramos cuatro hornacinas en las que están las siguientes imágenes la primera Nuestra Señora del Carmen y San Ramón Nonato y a la derecha San Antonio y San Roque. No se conoce con exactitud la fecha de fabricación del retablo mayor. La base del retablo es recta en un principio de madera y con un altar para realizar los oficios religiosos, actualmente es de piedra. Tiene una medida aproximada de 6,70 metros de alto por 3,81 metros de ancho. Tiene 6 columnas salomónicas 4 principales de aproximadamente 81,5 cm de diámetro que son el soporte y separación de las hornacinas y 2 más pequeñas de 40 cm de diámetro que acompañan al Divino cristo y dan soporte a la rocalla que corona y cierra el retablo, todas ella majestuosamente decoradas con las enredaderas de vid, que le da un carácter eucarístico.
El concilio Vaticano II convocado por su Santidad el Papa Juan XXIII, es sin duda un acontecimiento que marca un antes y un después en la Iglesia Católica, y la parroquia de San Bernabé no se ve exenta de los cambios que se solicitaron poner en practica a partir de su clausura en 1965. Con fecha del 19 de abril de 1969 siendo párroco Don José Soto Losada se obtiene de Don Ángel Termiño Sáiz Obispo de Orense la licencia de obra para el adecentamiento de la iglesia parroquial de a Valenzá, pero no es hasta el 7 de mayo del mismo año que recibe la autorización del Canciller Secretario del obispado de Orense el permiso para hacer obras de reparación en la iglesia, colocar el sagrario a una altura de 1,80 metros, poner el altar cara al pueblo y retirar los altares laterales ajustándose al presupuesto previamente acordado. Todas estas remodelaciones estuvieron tuteladas por la Junta Diocesana de Liturgia.
El 18 de octubre de 1969 en la visita pastoral realizada por el Obispo de Orense se hizo la inauguración de la reforma de la Iglesia y la consagración del nuevo altar mayor, que a partir de esa fecha pasó a ser de piedra y estar de cara al pueblo como se puede apreciar actualmente. 

### Un Tesoro escondido
Anexa al lado derecho se encuentra una pequeña capilla dedicada a San Juan Bautista; fue construida hacia 1584 bajo el mecenazgo de la familia del Capitán Tomas Rodríguez Punxin, con el fin de ser usada como sepultura, sin embargo no fueron los restos mortales del Capitán los que fueron sepultados allí si no los de su sobrina Doña Ines Punxin y su esposo. En su testamento el noble estableció que se colocara una estatua armada que lo representara así como la encomienda de decidir por su alama un determinado número de misas semanales, tradición que debía continuar sus parientes, instrucciones que no se llevaron a cabo. Después de la reforma de los años 80, el sepulcro fue cubierto por un piso de piedra y colocada la pila bautismal tallada en piedra limpia y sin decoraciones, que en un principio se encontraba a la entrada de la iglesia. La hermosa capilla de estilo Gótico Tardío tiene un enrejado fijo probablemente del siglos XVII con una puerta sin bisagras para su acceso, su armazón es de hierro pavonado, con barrotes cilíndricos unidos por un refuerzo superior decorado con los bustos de cinco pequeños ángeles terminando en un arco donde podemos observar el escudo de la familia Puxin en hierro, el mismo que también se puede ver en la pared externa de la capilla del lado del cementerio. El techo que cubre esta capilla es una bóveda estrellada evolución más compleja de la tradicional bóveda de crucería o nervada del estilo gótico del tercer período, está estructurada y reforzada por ocho nervios secundarios que terminan en cuatro claves decoradas por un medallón de piedra en el cual está tallado un estandarte que porta un creciente con una estrella de seis puntas simbología propia del escudo de la familia Punxin. Los vitrales de las dos aspilleras (pequeñas ventanas) son de la década de los XX, en uno podemos observar la imagen de San Juan Bautista que está firmada por el fabricante vidrieras la Belga Vigo y en el otro una concha.